# میرزا عبدالوهاب شریعت بهبهانی
میرزا عبدالوهاب شریعت بهبهانی یک روحانی عالم دین بوده هست. که مذهب این عالم دین، شیعه دوازده امامی بود بعد از پایان تحصیلات دینی اش در نجف و قم به سوی بندر دیلم هجرت می‌کند که در آنجا به ترویج دین اشتغال می‌کند.
وی پس از سال‌ها خدمت علمی و دینی در لباس روحانیت در فروردین ۱۳۶۵ در همدان درگذشت.

## زندگی‌نامه
عبدالوهاب فرزند بزرگ محمدحسین بن سلیمان بن عبدالعلی سلیمانی بهبهانی (از مجتهدان شیعه و از شاگردان شیخ مرتضی انصاری)، که او و پدرش سال‌های متمادی در بندر دیلم به ترویج دین اشتغال داشتند.
میرزا عبدالوهاب شریعت بهبهانی در بین الطلوعین ۹ مرداد ۱۲۸۸ در بهبهان واقع در جنوب ایران به دنیا شد. مادر وی سیده گلاب فرزند سید حسین از اهالی بهبهان خوزستان بود.

## تحصیلات
وی که دارای هوش سرشار و پشتکار خارق‌العاده برای تحصیل علوم دینی بود تلمذ از محضر استادان در حوزه‌های قم و نجف را در پیش گرفت و اردیبهشت ۱۳۰۵ هجری شمسی در حالی که ۱۷ سال سن داشت به نجف عزیمت نمود و توانست به عنوان مجتهدی مبرز از علمای بزرگ اجازه داشته باشد.

## استادان
میرزا عبدوالوهاب محضر استادان بزرگ بسیاری را درک کرد و از جمله باید وی را در زمره شاگردان خاص شیخ عبدالکریم حائری (مؤسس حوزه علمیه قم) و همچنین سید حسین طباطبایی بروجردی یاد کرد.

## هجرت به بندر دیلم
شریعت بهبهانی که به اتفاق خانواده در نجف به تحصیل و تدریس اشتغال داشت حسب درخواست معتمدین و اهالی بندر دیلم و لیراوی عازم این دیار در جنوب ایران شد و سالیان متمادی ملجا مردم این سامان بود.

## درگذشت
وی پس از سال‌ها خدمت علمی-دینی در لباس روحانی در فروردین ۱۳۶۵ در همدان درگذشت و در آرامگاه ابوحسین قم بخاک سپرده شد.